# أليكس رافاييل
أليكس رافاييل (بالبرتغالية: Alex Rafael) (1988 في ساو باولو في البرازيل – )؛ هو لاعب كرة قدم يلعب كلاعب وسط .
لعب سابقاً في نادي الشمال القطري، rm unreونادي رأس الخيمة الإماراتي.

## وصلات خارجية
- أليكس رافاييل على موقع رابطة كرة القدم اليابانية للمحترفين (اليابانية)
- أليكس رافاييل على موقع قاعدة بيانات كرة القدم.إي يو (الإنجليزية)
- أليكس رافاييل على موقع Soccerway.com (الإنجليزية)
- أليكس رافاييل على موقع عالم كرة القدم.نت (الإنجليزية)